# Ковалёв, Михаил Васильевич (Герой Советского Союза)
Михаи́л Васи́льевич Ковалёв (1911—1944) — участник Великой Отечественной войны, командир 183-й танковой бригады (10-й танковый корпус, 40-я армия, Воронежский фронт), подполковник. Герой Советского Союза (1944).

## Биография
Родился 18 октября 1911 года в станице Старочеркасская Области Войска Донского (ныне Аксайский район Ростовской области) в многодетной семье донских казаков. Русский. Её глава Василий Михайлович был человеком труда; дети с ранних лет старались помогать отцу и в домашнем хозяйстве, и в колхозе, куда семья Ковалевых вступила одной из первых.
Местную школу Миша окончил с отличием и уехал в Новочеркасск, поступил в профтехшколу.
Окончил профтехшколу. Работал токарем в Ростове-на-Дону.
В Советской Армии с 1933 года. Окончил Орловское танковое училище в 1937.
Участник национально-революционной войны испанского народа 1936—1939, советско-финской войны 1939—1940. Участник Великой Отечественной войны с июня 1941. Член ВКП(б) с 1942 года.
Заместитель командира по строевой части майор Ковалёв во главе штурмовой группы из 5 танков и взвода пехоты в сентябре 1943 года преодолел Днепр в районе с. Балыка (ныне с. Балыко-Щучинка Кагарлыкского района Киевской области). В бою за плацдарм, отразив 8 контратак, в течение 3 суток группа удерживала позиции, чем обеспечила форсирование реки подразделениями бригады.
Указом Президиума Верховного Совета СССР «О присвоении звания Героя Советского Союза генералам, офицерскому, сержантскому и рядовому составу Красной Армии» от 10 января 1944 года за «образцовое выполнение боевых заданий командования на фронте борьбы с немецко-фашистскими захватчиками и проявленные при этом отвагу и геройство» с вручением ордена Ленина и медали «Золотая Звезда».
Погиб в бою за город Валмиера (Латвийская ССР) 25 сентября 1944 года (по неподтверждённым данным — убит «лесными братьями»).
Похоронен в г. Валмиера в братской могиле на площади Героев. Перезахоронен отдельно 24 октября 1984 года (архивные данные латвийского товарищества «Мемориал»).

## Память
- На здании Валмиерского горисполкома находилась мемориальная доска.
- Именем Героя названы одна из улиц и площадь в Валмиере, а также пионерская дружина Валмиерской средней школы.
- Имя Ковалёва носит школа в станице Старочеркасская.
- После войны в Новочеркасске, где в своё время Ковалёв учился в ремесленном училище (позже СПТУ № 54) по адресу ул. Маяковского, дом 67, ему установили памятник[7]. В 2000 году училище было переведено в микрорайон Молодёжный, а памятник хранился на складе училища[8]. В мае 2011 года памятник М. В. Ковалёву был перевезён в Старочеркасск.
- В городе Борисове на аллее славы воинской части установлен бюст Героя.

## Награды
- Медаль «Золотая Звезда» Героя Советского Союза (10.01.1944).
- Орден Ленина (10.01.1944).
- Орден Красного Знамени.
- Орден Отечественной войны 1 степени.
- а также награждён медалями.